# Сезон ФК «Карпати» (Львів) 1976 (весна)
| «Карпати» (Львів) у сезоні 1976 (весна) | «Карпати» (Львів) у сезоні 1976 (весна)                                       |
| --------------------------------------- | ----------------------------------------------------------------------------- |
| Ліга                                    | Вища ліга                                                                     |
| Місце в лізі                            | 4                                                                             |
| Раунд у Кубку                           | 1/4                                                                           |
| Старший тренер                          | Ернест Юст                                                                    |
| Тренер                                  | Борис Рассихін                                                                |
| Начальник команди                       | Л. К. Зенченко                                                                |
| Стадіон                                 | «Дружба» (Львів)                                                              |
| Капітан                                 |                                                                               |
| Найбільше матчів у лізі                 | Лев Броварський, Ярослав Кікоть, Геннадій Лихачов, Ростислав Поточняк — по 15 |
| Найкращий бомбардир у лізі              | Володимир Данилюк — 6                                                         |

Сезон «Карпат» (Львів) 1976 (весна) — чотирнадцятий сезон львівських «Карпат». Команда у вищій лізі посіла 4-е місце серед 16 учасників, у Кубку СРСР в 1/4 фіналу поступилася в гостях тбіліському «Динамо» 1:2.

## Головні події
Черговий експеримент у радянському футболі — протягом року розіграно два чемпіонати. «Карпати» вперше за свою історію завоювали четверте місце, поступившись бронзовому призеру лише за різницею забитих і пропущених м'ячів. Забивши серед учасників чемпіонату найбільше м'ячів (25), команда завоювала приз імені Григорія Федотова.

## Чемпіонат
| Місце | Клуб                       | «Карпати» — клуб | «Карпати» — клуб | І  | В | Н | П | М     | О  |
| Місце | Клуб                       | удома            | у гостях         | І  | В | Н | П | М     | О  |
| ----- | -------------------------- | ---------------- | ---------------- | -- | - | - | - | ----- | -- |
| 1.    | «Динамо» (Москва)          | 1:1              |                  | 15 | 9 | 4 | 2 | 17-8  | 22 |
| 2.    | «Арарат» (Єреван)          | 2:1              |                  | 15 | 8 | 3 | 4 | 22-13 | 19 |
| 3.    | «Динамо» (Тбілісі)         |                  | 0:3              | 15 | 7 | 4 | 4 | 18-10 | 18 |
| 4.    | «Карпати» (Львів)          |                  |                  | 15 | 7 | 4 | 4 | 25-19 | 18 |
| 5.    | «Шахтар» (Донецьк)         | 4:0              |                  | 15 | 7 | 4 | 4 | 15-16 | 18 |
| 6.    | «Крила Рад» (Куйбишев)     | 2:0              |                  | 15 | 6 | 5 | 4 | 18-15 | 17 |
| 7.    | ЦСКА (Москва)              |                  | 1:1              | 15 | 5 | 5 | 5 | 20-16 | 15 |
| 8.    | «Динамо» (Київ)            |                  | 1:3              | 15 | 5 | 5 | 5 | 14-12 | 15 |
| 9.    | «Динамо» (Мінськ)          |                  | 2:4              | 15 | 6 | 3 | 6 | 17-18 | 15 |
| 10.   | «Чорноморець» (Одеса)      | 2:2              |                  | 15 | 4 | 7 | 4 | 14-18 | 15 |
| 11.   | «Дніпро» (Дніпропетровськ) |                  | 2:1              | 15 | 6 | 2 | 7 | 18-18 | 14 |
| 12.   | «Торпедо» (Москва)         | 1:2              |                  | 15 | 5 | 4 | 6 | 15-20 | 14 |
| 13.   | «Зеніт» (Ленінград)        |                  | 1:1              | 15 | 4 | 5 | 6 | 14-15 | 13 |
| 14.   | «Спартак» (Москва)         | 2:0              |                  | 15 | 4 | 2 | 9 | 10-18 | 10 |
| 15.   | «Локомотив» (Москва)       |                  | 1:0              | 15 | 3 | 3 | 9 | 17-23 | 9  |
| 16.   | «Зоря» (Ворошиловград)     | 3:0              |                  | 15 | 2 | 4 | 9 | 9-24  | 8  |

### Статистика гравців
У чемпіонаті за клуб виступав 21 гравець:
| Футболіст            | Дата народження   | Ігри     | Голи     |
| Воротарі             | Воротарі          | Воротарі | Воротарі |
| -------------------- | ----------------- | -------- | -------- |
| Олександр Ракитський | 1 липня 1946      | 9        | 11п      |
| Емеріх Майорош       | 20 жовтня 1954    | 5        | 6п       |
| Олексій Швойницький  | 28 жовтня 1956    | 2        | 2п       |
| Захисники            |                   |          |          |
| Ростислав Поточняк   | 26 січня 1948     | 15       |          |
| Федір Чорба          | 24 січня 1946     | 14       | 2        |
| Юрій Бондаренко      | 6 жовтня 1949     | 14       | 1        |
| Віктор Никитюк       | 31 березня 1954   | 10       |          |
| Іван Герег           | 24 травня 1944    | 8        |          |
| Олег Родін           | 6 квітня 1956     | 1        |          |
| Валерій Сиров        | 1 вересня 1946    | 1        |          |
| Півзахисники         |                   |          |          |
| Лев Броварський      | 30 листопада 1948 | 15       | 5        |
| Ярослав Кікоть       | 8 червня 1949     | 15       | 3        |
| Юрій Дубровний       | 15 квітня 1954    | 13       | 1        |
| Остап Савка          | 4 квітня 1947     | 5        | 1        |
| Роман Давид          | 4 липня 1950      | 3        |          |
| Нападники            |                   |          |          |
| Геннадій Лихачов     | 16 червня 1946    | 15       | 2        |
| Володимир Данилюк    | 4 липня 1947      | 14       | 6        |
| Едвард Козинкевич    | 23 травня 1949    | 11       | 1        |
| Роман Хижак          | 26 вересня 1950   | 9        | 3        |
| Юрій Підпалюк        | 9 вересня 1952    | 3        |          |
| Роман Гірник         | 1 листопада 1954  | 1        |          |

## Кубок СРСР
| Етап | Дата            | Господар           | Рахунок | Гість                  |
| ---- | --------------- | ------------------ | ------- | ---------------------- |
| 1/16 | 27 березня 1976 | «Карпати» (Львів)  | 1:0     | «Пахтакор» (Ташкент)   |
| 1/8  | 5 травня 1976   | «Карпати» (Львів)  | 1:0     | «Крила Рад» (Куйбишев) |
| 1/4  | 12 червня 1976  | «Динамо» (Тбілісі) | 2:1     | «Карпати» (Львів)      |